# Roman (Kymovyč)
Roman (světským jménem: Dmytro Dmytrovyč Kymovyč; * 14. října 1971, Ploska) je ukrajinský duchovní Ukrajinské pravoslavné církve Moskevského patriarchátu a metropolita konotopský a hluchivský.

## Život
Narodil se 14. října 1971 ve vesnici Ploska Černovické oblasti.
Roku 1989 dokončil střední školu a byl povolán do Rudé armády.
Roku 1991 se stal poslušníkem Počajivské lávry a následující rok nastoupil na Počajivský duchovní seminář. Byl knihovníkem a průvodcem lávry.
Dne 23. prosince 1993 byl postřižen na monacha se jménem Roman a 20. února 1994 jej biskup Feodor (Hajun) rukopoložil na jerodiákona.
Dne 15. února 1993 se stal prvním asistentem blagočinného lávry.
Dne 18. června 1995 byl rukopoložen na jeromonacha. Od roku 1996 se stal regentem Archijerejského sboru lávry.
Dne 10. května 2001 byl povýšen na igumena.
Dne 14. prosince 2007 byl jmenován představeným Horodyščenského monastýru a roku 2008 byl povýšen na archimandritu.
Roku 2011 získal magisterský titul z teologie na Užhorodské bohoslovecké akademii.
Dne 20. července 2012 byl Svatým synodem Ukrajinské pravoslavné církve zvolen biskupem konotopským a hluchivským. O den později byl oficiálně jmenován biskupem a 22. července proběhla jeho biskupská chirotonie. Hlavním světitelem byl metropolita kyjevský a celé Ukrajiny Volodymyr (Sabodan).
Dne 17. srpna 2017 byl povýšen na arcibiskupa a 17. srpna 2022 na metropolitu.